# Tettigidea paratecta
Tettigidea paratecta är en insektsart som beskrevs av Rehn, J.A.G. 1913. Tettigidea paratecta ingår i släktet Tettigidea och familjen torngräshoppor. Inga underarter finns listade i Catalogue of Life.